# اینتگرین آلفا ام
اینتگرین آلفا ام (انگلیسی: Integrin alpha M) یا به‌اختصار «ITGAM» که با نامِ «CD11B» هم شناخته می‌شود، یک زیرواحدِ پروتئینی است که مولکول اینتگرین αMβ2 را تشکیل می‌دهد که نام‌های دیگرش «آنتی‌ژن ماکروفاژ ۱» (Mac-1) یا «گیرندهٔ ۳ کمپلمان» (CR3) است.
این مولکول بر سطح بسیاری از گلبول‌های سفید یافت می‌شود و جزئی از دستگاه ایمنی ذاتی (شامل گرانولوسیت‌ها، ماکروفاژها، سلول‌های کُشنده طبیعی (NK)) است.
اینتگرین آلفا ام از طریق تنظیم تحرک و چسبندگی سلولی در فرایند التهاب نقش دارد و همچنین در کموتاکسی، سیتوتوکسیسیته وابسته‌به سلول، بیگانه‌خواری و فعال‌سازی سلولی نیز دخیل است.
این پروتئین همچنین به‌دلیل قابلیت اتصالش به C3b در سامانه کمپلمان هم مؤثر است.
در مطالعات ژنومی مشخص شده‌است که پلی‌مُرفیسم در تنها یک نوکلئوتید از این ژن، ارتباط قابل‌توجهی با بیماری لوپوس منتشر با نسبت شانسِ ۱٫۶۵ برای آلل T در rs9888739 و لوپوس دارد.